# Хакути
Хакути или Бякути (яп. 白雉 хакути или бякути, белый фазан) — девиз правления японского императора Котоку с 650 по 654 год.

## Продолжительность
Начало и конец эры:
- 15-й день 2-й луны 6-го года Тайка (по юлианскому календарю — 16 марта 650 года);
- 10-й день 10-й луны 5-го года Хакути (по юлианскому календарю — 24 ноября 654 года).

После смерти императора Котоку 22 ноября 654 года использование нэнго было отменено. Отсутствие императорских девизов правления продолжалось до 686 года, когда был утверждён новый нэнго «Сютё».

## Происхождение названия
16 марта 650 года в провинции Нагато (современная префектура Ямагути) был найден белоснежный фазан и преподнесён императору. Считая появление этой птицы счастливым знамением (белый цвет — цвет божества), старый девиз «Тайка» был изменён на «Хакути» — «белый фазан».
Название нэнго было заимствовано из 12-го цзюаня классического древнекитайского сочинения Ханьшу:「元始元年正月越裳氏、重訳献白雉」.

## События
- 651 год (2-й год Хакути) — перенесение столицы во дворец Нанива Нагара-Тоёсаки (яп. 難波長柄豊崎宮);
- 653 год (4-й год Хакути) — второе посольство в китайскую империю Тан;
- 654 год (5-й год Хакути) — смерть императора Котоку; третье посольство в китайскую империю Тан.

## Сравнительная таблица
| Годы Хакути             | 1    | 2    | 3    | 4    | 5    |
| Григорианский календарь | 650  | 651  | 652  | 653  | 654  |
| Китайский календарь     | 庚戌 | 辛亥 | 壬子 | 癸丑 | 甲寅 |